# Мудроньово
Мудроньово (словац. Mudroňovo) — село в окрузі Комарно Нітранського краю Словаччини. Площа села 4,01 км². Станом на 31 грудня 2015 року в селі проживав 121 житель.

## Історія
Перші згадки про село датуються 1921 роком.

## Населення
| Рік:            | 1994. | 2004.    | 2014.    | 2024.   |
| --------------- | ----- | -------- | -------- | ------- |
| Кількість осіб: | 89    | 110      | 130      | 124     |
| Різниця:        |       | +23,59 % | +18,18 % | -4,61 % |

| Рік:            | 2023. | 2024.   |
| --------------- | ----- | ------- |
| Кількість осіб: | 123   | 124     |
| Різниця:        |       | +0,81 % |